# Nova Boa Vista
Nova Boa Vista är en kommun i Brasilien.   Den ligger i delstaten Rio Grande do Sul, i den södra delen av landet, 1 500 km söder om huvudstaden Brasília. Antalet invånare är 1 960.
Omgivningarna runt Nova Boa Vista är en mosaik av jordbruksmark och naturlig växtlighet. Runt Nova Boa Vista är det glesbefolkat, med 10 invånare per kvadratkilometer.